# Kriech-Weide
Die Kriech-Weide (Salix repens) ist eine Pflanzenart aus der Gattung der Weiden (Salix).

## Beschreibung
Salix repens ist ein sommergrüner, reich verzweigter Zwergstrauch mit aufsteigenden bis  aufrechten Zweigen, der Wuchshöhen von 30 bis 100 Zentimetern erreicht. Die wechselständigen Laubblätter sind lanzettlich, oberseits graugrün bis grün, unterseits dicht behaart, werden 1,5 bis 5 cm lang und 1 bis 2 cm breit. 
Die Kriech-Weide ist zweihäusig getrenntgeschlechtig (diözisch). Die kätzchenförmigen Blütenstände erscheinen lange vor den Blättern.
Die Chromosomenzahl beträgt für alle Unterarten 2n = 38.

## Verbreitung und Standort
Das natürliche Verbreitungsgebiet von Salix repens erstreckt sich von Europa bis ins westliche und mittlere Asien. In Europa kommt sie in fast allen Ländern vor und fehlt nur in Island, Moldau, Albanien, Griechenland und in der Türkei. In Bulgarien hatte sie früher Vorkommen.
Die Kriech-Weide  gedeiht auf wechselfeuchten bis staunassen, kalkhaltigen, basenreichen, humos-torfigen Sand- und Tonböden (z. B. in Moorwiesen, Heide- und Flachmooren, auf nassen Magerweiden und Heiden).
Die ökologischen Zeigerwerte nach Landolt et al. 2010 sind in der Schweiz: Feuchtezahl F = 4w+ (sehr feucht aber stark wechselnd), Lichtzahl L = 4 (hell), Reaktionszahl R = 2 (sauer), Temperaturzahl T = 3+ (unter-montan und ober-kollin), Nährstoffzahl N = 2 (nährstoffarm), Kontinentalitätszahl K = 2 (subozeanisch).

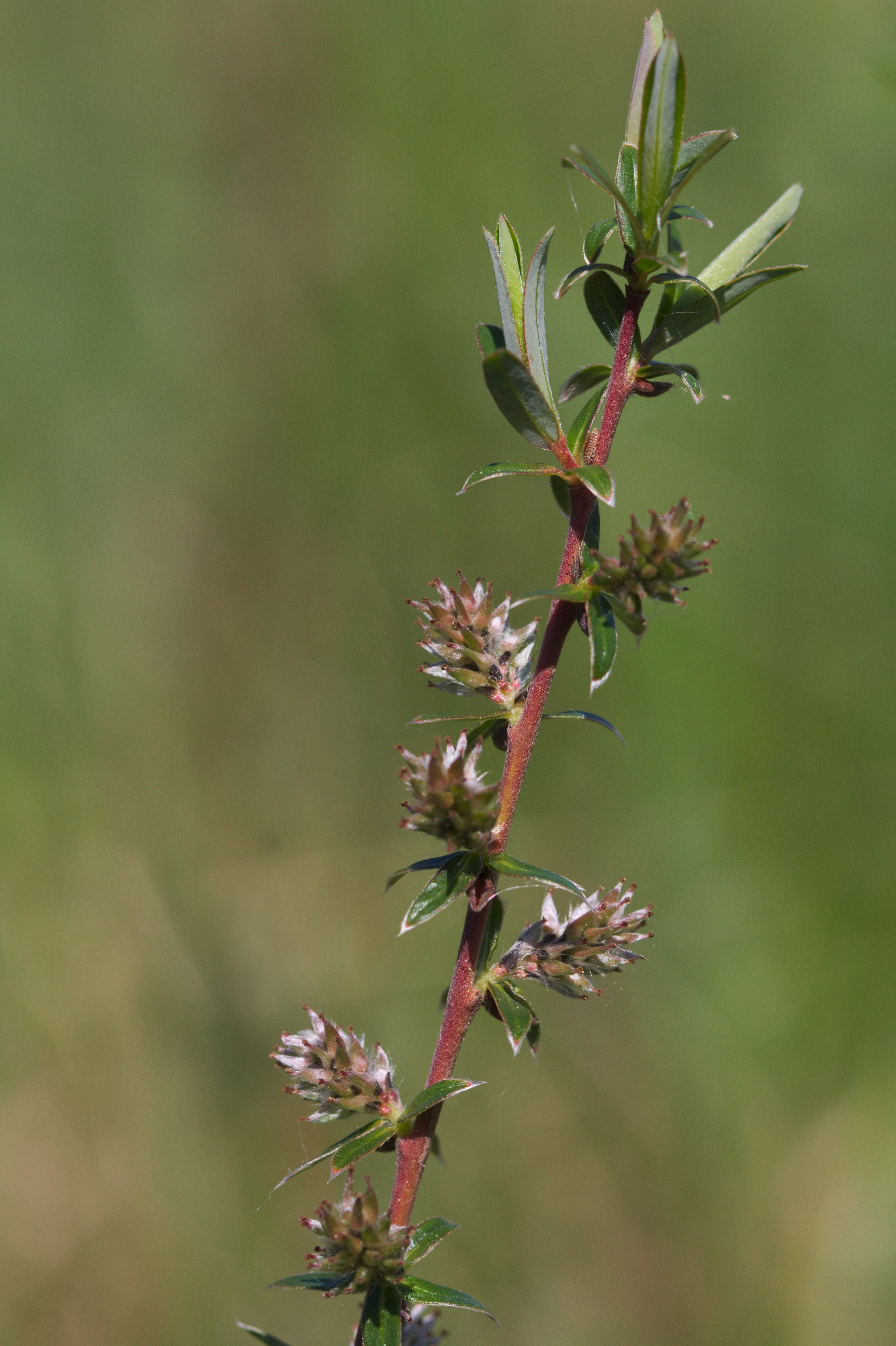
Rosmarin-Weide (Salix repens subsp. rosmarinifolia)

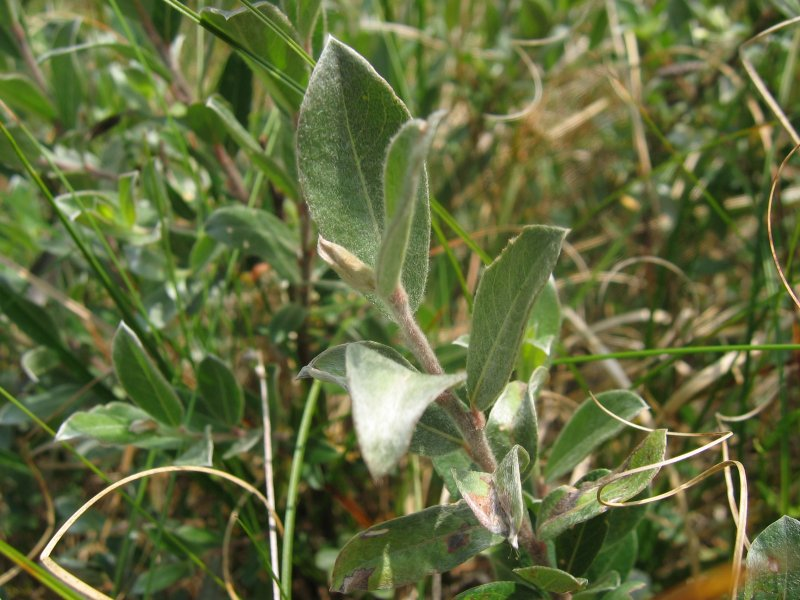
Dünen-Kriech-Weide (Salix repens subsp. dunensis)

## Unterarten
Die Kriech-Weide wird in drei oder vier Unterarten unterteilt:
- Die Rosmarin-Weide (Salix repens subsp. rosmarinifolia (L.) Celak.) mit 2 bis 4 cm langen, aber nur sehr schmalen, an Rosmarin erinnernden Blättern (Name!) ist überwiegend  im Binnenland und entlang der Ostseeküste zu finden, während die Eigentliche Kriech-Weide im engeren Sinne hauptsächlich im atlantisch beeinflussten Europa, im Südwesten von Deutschland, der Schweiz und in Österreich anzutreffen ist. Die Rosmarin-Weide wird von manchen Autoren auch als eigenständige Art angesehen und heißt dann Salix rosmarinifolia L. Sie ist eine Charakterart des Betulo-Salicetum repentis aus dem Verband Salicion cinereae.[1]

- Die Sand-Kriech-Weide (Salix repens subsp. arenaria (L.) Hiitonen, Syn.: Salix repens subsp. argentea (Sm.) E.G. Camus & A. Camus) deren Blätter oval bis breit-oval und dicht silbrig behaart sind, wächst in den Dünen-Gebieten von Nord- und Ostsee, und am Atlantik von Westfrankreich bis Südskandinavien. Sie gedeiht in Gesellschaften des Verbands Salicion arenariae, kommt aber auch in Heiden des Verbands Empetrion nigri vor.[1]

- Die Dünen-Kriech-Weide (Salix repens subsp. dunensis Rouy) besitzt grau-weißlich behaarte Blätter, die auf der Oberseite dicht sind und nicht verkahlen, auf der Unterseite silbrig seidenhaarig sind. Sie kommt auf Dünen an der Küste vor und ist nur in den litoralen Gebieten von Europa zu finden.

- Eigentliche Kriech-Weide (Salix repens subsp. repens). Sie ist eine Charakterart des Betulo-Salicetum repentis aus dem Verband Salicion cinereae.[1] In den Allgäuer Alpen steigt sie bis zu 1100 Metern Meereshöhe auf.[4]